# Antoniwka (rejon skadowski)
Antoniwka (ukr. Антонівка) – osiedle na Ukrainie, w obwodzie chersońskim, w rejonie skadowskim, w hromadzie Skadowsk. W 2001 liczyło 1980 mieszkańców, spośród których 1697 wskazało jako ojczysty język ukraiński, 275 rosyjski, 3 mołdawski, 1 węgierski, 3 białoruski, a 1 inny.